# Сміховське надражі (станція метро)
50°03′40″ пн. ш. 14°24′33″ сх. д. / 50.06111° пн. ш. 14.40917° сх. д.
Сміховське надражі (чеськ. Smíchovské nádraží, Сміховський вокзал) — станція Празького метрополітену. Розташована між станціями «Радліцька» і «Андел».
Станція була відкрита 2 листопада 1985 року у складі пускової дільниці лінії B. До 26 жовтня 1988 року станція була кінцевою.

## Історія
Будівництво станції велося в 1977-1985 роках і вимагало закриття всієї вул. Надражні. Після закінчення будівельних робіт рух по вулиці було відновлено. Витрати на будівництво станції склали 478 млн Kčs.

### Повінь 2002 року
У серпні 2002 року станція була пошкоджена сильною повінню; вода піднялася на кілька сантиметрів над шляхами. У 2006 році на станції була споруджена платформа, що дозволяє вхід на станцію маломобільним пасажирам.

## Характеристика станції
Станція знаходиться під однойменним залізничним вокзалом Прага-Сміхов.
Конструкція станції — однопрогінна (глибина закладення — 10 м) з однією острівною платформою, споруджена методом стіна в ґрунті. До відкриття в 1988 році з південного боку продовження лінії B була кінцевою станцією.
Станція двоповерхова, монолітна залізобетонна конструкція. Довжина з урахуванням оборотних колій — 405 м.
Платформи зроблені великими. У верхній частині знаходиться портик, на який ведуть як сходи прямо з платформи, так і виходи на вул. Надражні (де можна пересісти на трамвай) і виходи до власне вокзалу Прага-Сміхов і до автобусної станції.
Як облицювання використовували структурований бетон та бежева керамічна плитка.

## Колійний розвиток
Південніше станції розташовується шестистрілочний оборотний тупик.
Коли станція була кінцевою і склади на лінію B виходили з депо «Качор», на одній з оборотних колій проводилися регулярні огляди складів. За тупиками була побудована станція виробничого обстеження. Нині цей простір використовується в інших цілях.